# Robert W. Roberts
Robert Whyte Roberts (* 28. November 1784 im Kent County, Delaware; † 4. Januar 1865 bei Hillsboro, Mississippi) war ein US-amerikanischer Politiker. Zwischen 1843 und 1847 vertrat er den dritten Wahlbezirk des Bundesstaates Mississippi im US-Repräsentantenhaus.

## Werdegang
Nach seiner Schulzeit studierte Roberts Jura und wurde nach erfolgreichem Examen als Rechtsanwalt zugelassen. Danach zog er nach Tennessee, wo er als Richter arbeitete. Zwischen 1822 und 1826 lebte er in Alabama, ehe er sich 1826 im Scott County in Mississippi niederließ. Er siedelte in der Nähe von Hillsboro, wo er seine Plantage „Long Avenue“ aufbaute und bewirtschaftete. Außerdem war er in Hillsboro als Rechtsanwalt tätig. Zwischen 1830 und 1838 war Roberts auch Bezirksrichter im Scott County.
Politisch wurde er Mitglied der Demokratischen Partei. Zwischen 1838 und 1844 war er Abgeordneter im Repräsentantenhaus von Mississippi und in den Jahren 1842 und 1843 dessen Präsident. Bei den Kongresswahlen des Jahres 1842, bei denen der Staat Mississippi erstmals drei Kongressabgeordnete wählen durfte, wurde Roberts für den dritten Distrikt in das US-Repräsentantenhaus in Washington, D.C. gewählt. Nach einer Wiederwahl im Jahr 1844 konnte er sein Mandat im Kongress zwischen dem 4. März 1843 und dem 3. März 1847 ausüben. Diese Zeit war von den Ereignissen des Mexikanisch-Amerikanischen Krieges überschattet.
Nach dem Ende seiner Zeit im Kongress arbeitete Roberts wieder als Rechtsanwalt und bewirtschaftete seine Plantage in der Nähe von Hillsboro. Dort ist er im Januar 1865 auch verstorben. Er wurde auf dem Friedhof seiner Plantage beigesetzt.